# تو بهترین دوستمی (ترانه کوئین)
«تو بهترین دوستمی» (به انگلیسی: You're My Best Friend) تک‌آهنگی از کوئین است که در سال ۱۹۷۵ میلادی منتشر شد. این تک‌آهنگ در آلبوم شبی در اپرا (آلبوم کوئین) قرار داشت.